# Lijst van winnaars van het wereldkampioenschap schaken

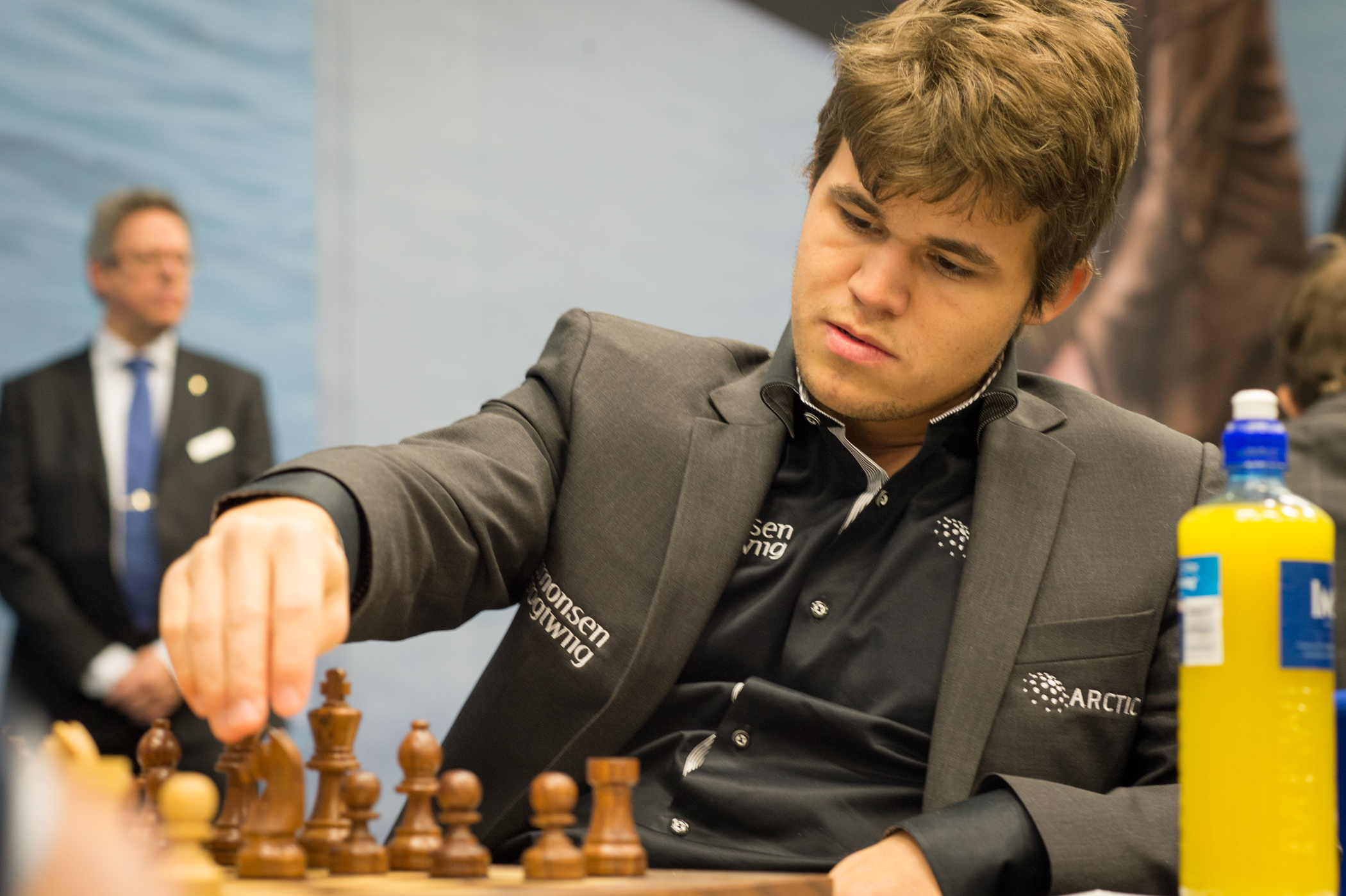
Voormalig wereldkampioen bij de mannen Magnus Carlsen

Wereldwijd wordt op diverse niveaus en door veel personen het schaken beoefend.
Deze lijst van winnaars van het wereldkampioenschap schaken bevat de personen die ooit wereldkampioen schaken geweest zijn. Deze lijst omvat zowel de 'FIDE'-wereldkampioenen als de 'klassieke' wereldkampioenen.
Zie ook:
- Lijst van bekende schakers
- Lijst van bekende Nederlandse en Belgische schakers
- Lijst van correspondentieschakers
- Lijst van sterkste schakers
- Lijst van schaakmachines
- Categorie:Schaaktoernooi

## Lijst van wereldkampioenen
| Naam kampioen           | Periode    | Land van herkomst                 |
| ----------------------- | ---------- | --------------------------------- |
| Niet officieel:         |            |                                   |
| François Philidor       |            | Frankrijk                         |
| Alexandre Dechapelles   |            | Frankrijk                         |
| Louis de La Bourdonnais | 1834–1840  | Frankrijk                         |
| Howard Staunton         | 1843–1851  | Verenigd Koninkrijk               |
| Paul Morphy             | 1858–1862  | Verenigde Staten                  |
| Adolf Anderssen         | 1862–1866  | Duitsland                         |
| Wilhelm Steinitz        | 1866–1878  | Oostenrijk                        |
| Johann Zukertort        | 1878–1886  | Polen                             |
| Officieel:              |            |                                   |
| Wilhelm Steinitz        | 1886–1894  | Oostenrijk                        |
| Emanuel Lasker          | 1894–1921  | Duitse Keizerrijk                 |
| José Raúl Capablanca    | 1921–1927  | Cuba                              |
| Aleksandr Aljechin      | 1927–1935  | Rusland                           |
| Max Euwe                | 1935–1937  | Nederland                         |
| Aleksandr Aljechin      | 1937–1946  | Rusland                           |
| FIDE:                   |            |                                   |
| Michail Botvinnik       | 1948–1957  | Sovjet-Unie Rusland               |
| Vasili Smyslov          | 1957–1958  | Sovjet-Unie Rusland               |
| Michail Botvinnik       | 1958–1959  | Sovjet-Unie Rusland               |
| Michail Tal             | 1960–1961  | Sovjet-Unie Letland               |
| Michail Botvinnik       | 1961–1963  | Sovjet-Unie Rusland               |
| Tigran Petrosjan        | 1963–1969  | Sovjet-Unie Armenië               |
| Boris Spasski           | 1969–1972  | Sovjet-Unie Rusland               |
| Bobby Fischer           | 1972–1975  | Verenigde Staten                  |
| Anatoli Karpov          | 1975–1985  | Sovjet-Unie Rusland               |
| Garri Kasparov          | 1985–1993  | Sovjet-Unie Azerbeidzjan, Rusland |
| Anatoli Karpov          | 1993–1998  | Rusland                           |
| Aleksandr Chalifman     | 1999–1999  | Rusland                           |
| Viswanathan Anand       | 2000–2001  | India                             |
| Roeslan Ponomarjov      | 2002–2003  | Oekraïne                          |
| Rustam Kasimdzjanov     | 2004–2005  | Oezbekistan                       |
| Veselin Topalov         | 2005–2006  | Bulgarije                         |
| Vladimir Kramnik        | 2006–2007  | Rusland                           |
| Viswanathan Anand       | 2007–2013  | India                             |
| Magnus Carlsen          | 2013–2023  | Noorwegen                         |
| Ding Liren              | 2023-2024  | China                             |
| Dommaraju Gukesh        | 2024-heden | India                             |
| PCA:                    |            |                                   |
| Garri Kasparov          | 1993–2000  | Rusland                           |
| Vladimir Kramnik        | 2000–2006  | Rusland                           |

## Lijst van wereldkampioenen (vrouwen)
| Naam kampioene        | Periode    | Land van herkomst    |
| --------------------- | ---------- | -------------------- |
| Vera Menchik          | 1927–1944  | Verenigd Koninkrijk  |
| Ljoedmila Roedenko    | 1950–1953  | Sovjet-Unie Oekraïne |
| Jelizaveta Bykova     | 1953–1956  | Sovjet-Unie Rusland  |
| Olga Roebtsova        | 1956–1958  | Sovjet-Unie Rusland  |
| Jelizaveta Bykova     | 1958–1962  | Sovjet-Unie Rusland  |
| Nona Gaprindasjvili   | 1962–1978  | Sovjet-Unie Georgië  |
| Maia Tsjiboerdanidze  | 1978–1991  | Sovjet-Unie Georgië  |
| Xie Jun               | 1991–1996  | China                |
| Susan Polgar          | 1996–1999  | Hongarije            |
| Xie Jun               | 1999–2000  | China                |
| Zhu Chen              | 2001–2003  | China                |
| Antoaneta Stefanova   | 2004–2006  | Bulgarije            |
| Xu Yuhua              | 2006–2008  | China                |
| Aleksandra Kostenjoek | 2008–2010  | Rusland              |
| Hou Yifan             | 2010–2012  | China                |
| Anna Oesjenina        | 2012–2013  | Oekraïne             |
| Hou Yifan             | 2013–2015  | China                |
| Maria Moezytsjoek     | 2015–2016  | Oekraïne             |
| Hou Yifan             | 2016–2017  | China                |
| Tan Zhongyi           | 2017-2018  | China                |
| Ju Wenjun             | 2018–heden | China                |